# Muara Lengayo
Muara Lengayo is een bestuurslaag in het regentschap Merangin van de provincie Jambi, Indonesië. Muara Lengayo telt 340 inwoners (volkstelling 2010).